# Alain de Roucy

Blasón de Alain de Roucy

Alain de Roucy (nació antes de 1172 en Isla de Francia - muerto en 1221 en Languedoc) fue un caballero y cruzado francés.

## Orígenes
Se desconoce el año de nacimiento de Alain de Roucy, pero aparece citado en un documento de recuento de Champagne en 1172. No se puede determinar con precisión sus orígenes. El Anglo-Normando John Strange († 1234) lo nombró en sus escritos con el nombre de Alan Petraponte que puede llevar a los señores de Pierrepont en Laon. El nombre del castillo de la familia en latín Castrum Pontis Petrae, en referencia al lugar donde fue construido, por el que todavía era conocido en la Edad Media. Sin embargo Alain fue tradicionalmente llamado de Roucy. Una de las razones que podrían explicar esto es que Robert Pierrepont, que podría ser un hermano de Alain, se casó a principios del siglo XIII con la heredera del Condado de Roucy y lo aportó a su familia. Contra la hipótesis de esta relación esta el hecho de que el nombre Alain, que también será la de su hijo y su nieto, no se aparece en la familia Pierrepont.
Otro elemento que se vincula a Alain con el Condado de Roucy podría ser su esposa Clémence de Chatillon. De acuerdo con Maxime de Sars esta era hija de Guermond de Châtillon, señor de Sevigny y Clémence Roucy, que a su vez era hija de Hugues Cholet, conde de Roucy y Richilde de Staufen, hija de Federico I duque de Suabia. EL estudio de los orígenes de Alain no explica completamente por qué llevaba el nombre de Roucy.
Alain de Roucy tenía una hermana, Mahaud Roucy. Esta se casó en 1204 con Champenois Bouchard de Vendeuvre, caballero que murió entre 1208 y 1213, hijo de Laurent Vendeuvre y la vizcondesa Sens Ermensent, creador de la familia de los señoríos de Vallery.

## Al servicio del rey de Francia
En la última década del siglo XII, el norte de Francia fue el escenario del conflicto entre el rey de Francia Felipe Augusto a su rival Ricardo Corazón de León, rey de Inglaterra, pero también conde de Anjou, duque de Normandía y de Aquitania y aunque vasallo de Felipe Augusto, de hecho, más poderoso.
Alain de Roucy se menciona por primera vez alrededor de 1260 en  Récits d'un ménestrel de Reims como un caballero del ejército del rey de Francia que entra en Normandía, en septiembre de 1198 bajo el mando del rey en persona. Pero cerca de Courcelles, no lejos de Gisors, este ejército fue derrotado por Ricardo el 28 de septiembre. En estos Récits, Roucy advierte a su rey contra la superioridad numérica y la experiencia de su oponente, lo que Felipe Augusto responde tratando la suelta. Y cuando el rey reconoció la superioridad del enemigo es de nuevo Roucy quien le aconsejó tomar un caballo rápido a huir hacia el castillo de Gisors y evitar una posible captura. A cambio, Alain de Roucy tomó las armar el rey y llevó al ejército contra Ricardo. En la batalla, Alain y los caballeros franceses lucharon con gran valor, pero al final se impuso la superioridad del enemigo. Alain de Roucy fue capturado y llevado al castillo de Vernon y finalmente a Reims.
La descripción más antigua de la batalla de Gisors escrita por el cronista inglés Roger Hovden describe en esta batalla de forma menos heroica. El ejército francés tenía la superioridad numérica, mientras que Felipe Augusto está a punto de ahogarse en el Epte. Alain de Roucy es abtido por una lanza de Ricardo Corazón de León en persona y hecho prisionero.
No se sabe cuánto tiempo duró su cautiverio, pero regresó más tarde en 1202 al servicio de Francia cuando Felipe Augusto comenzó la lucha contra rey Juan después de la muerte de Ricardo en 1199 y en abril de 1202 confiscó todas sus posesiones continentales. Roucy participó en la concreción militar de esta decisión y se menciona especialmente para esta ocasión por Strange. En 1206, el dominio de la corona francesa sobre los territorios al norte del Loira (Anjou, Maine, Normandía) está finalmente asegurado.

## Al servicio de Dios
En 1208, el papa Inocencio III llamó a la cruzada contra la herejía cátara en Languedoc después de un legado papal fuera asesinado. La Cruzada albigense comienza un año después con la llegada de un ejército bajo el mando de Simón de Montfort. No está claro, sin embargo, si Alain de Roucy luchó desde el principio o se uniera más tarde.
La nobleza de Languedoc y en particular Raimundo VI de Tolousse se unió a la cruzada de mala gana porque amenaza su poder en la región. Después de haber sido particularmente cruel en Béziers en julio de 1209, los cruzados son los autores de matanzas después de tomar Lavaur en marzo de 1211. Los defensores, 80 caballeros bajo el mando de Aymeri de Montreal fueron colgados, la castellana Gerauda arrojado un pozo y mataron con piedras lanzadas en él. Más de 400 cátaros de Lavaur fueron quemados en una gran hoguera. Después de estos acontecimientos, el conde de Tolousse dejó el ejército cruzado y se volvió contra este. Se alió con el conde de Foix y en septiembre de 1211 sitió a Simón de Montfort en Castelnaudary. Durante estas batallas, se menciona por primera vez a Alain de Roucy como cruzado. Los dos ejércitos finalmente se separaron sin reclamar la victoria.
Alain de Roucy aparece muchas veces en la Canción de la cruzada albigense bajo el nombre de Alas de Roci. Se presenta como un valiente caballero, entre los que tratan de razonar con Simon de Montfort y la negociación favor. Su sola presencia disuade el conde de Toulouse para atacar al ejército cruzado en desorden después del sitio de Saint-Marcel en 1212.
En los siguientes dos años, la lucha con el conde de Toulouse continuó y alcanzó su punto máximo en 1213. A partir del 12 de septiembre de este año competir en la llanura de Muret , a 25 km al sur de Toulouse , Toulouse armados y cruzar para una batalla decisiva. Fue en esta batalla que Alain de Roucy logra su más alto hecho de armas de la cuenta del cronista Baudoin de Avesnes.

## La batalla de Muret
El enemigo, muy superior en número estaba dirigido por Pedro II de Aragón. Considerado un héroe del cristianismo por su victoria en Las Navas de Tolosa, junto a otros reyes cristianos de España, contra los musulmanes el año anterior. Esto no impide tomar partido contra la cruzada papal porque amenazaba con conquistar territorios de los que era legítimo soberano. Pero el rey de Aragón demuestra ser un mal líder; rechaza el plan defensivo del conde de Toulouse, considerándolo como no caballeresco. Sus caballeros catalanes salientes de las filas de sus aliados, a continuación, se acopla a la lucha con la carga de los cruzados. Monfort aprovechó la oportunidad y lo envió contra un primer destacamento de caballeros dirigidos por Alain de Roucy y Florent Baudoin de Ville. Estos rodearon el rey y sus hombres y los aislaron de sus aliados.
Sin embargo, el rey de Aragón llevaba el equipo de un simple caballero, pues deseaba ser considerados como tal y no como un rey glorioso, mientras que las armas reales las portaba uno de sus caballeros. Después de caer este simple caballero de su caballo, Alain de Roucy se permitió hacer la observación "pensé que el rey era mejor caballero." A esto el rey respondió: "Se trata de que uno que no es el rey, ¡el rey soy yo!"  Esto posibilitó a Alain de Roucy matar al rey de Aragón.
La noticia de la muerte del rey se extendió rápidamente en el ejército del Languedoc. Privados de su líder, las filas se rompen y caballeros empiezan a tener fugas. Así cruzó victorioso hacia adelante permitiendo Montfort a Toulouse y tomar la ciudad.

## Regreso a Francia
Por su papel decisivo en la batalla de Muret, Alain de Roucy recibe de control de Simón de Montfort de fortalezas Termes, Dufort y Montreal. Pero Roucy no está dispuesto a reanudar a la lucha. Roucy y Florent de Ville se unieron a los vasallos de Enguerrand III en el ejército del rey de Francia. Felipe Augusto va al encuentro del ejército anglo-flamenco dirigido por el emperador en Flandres. El 27 de julio de 1214 los dos ejércitos se encontraron en Bouvines, donde Felipe Augusto obtuvo una resonante victoria y el triunfo definitivo de los Plantagenet.

## Derrota y muerte
Dos años más tarde, Roucy vuelve al sur. Raimundo VII hijo del conde de Toulouse toma la dirección de la resistencia contra los cruzados. Ocupó Beaucaire y sitió la ciudadela de la ciudad. Roucy continuación, se apresura a la ayuda del castillo de nuevo en el ejército del Montfort. Pero a pesar de varios ataques contra los sitiadores, no puede levantar el sitio. Montfort está obligado a entregar el castillo y la ciudad en agosto de 1216. En el futuro, el antiguo conde de Toulouse recupera su capital. Montfort no vacila y avanzar con su ejército en el que hay Roucy en Toulouse. Fue durante el asedio de Toulouse que Simón de Montfort murió el 25 de junio de 1218.
La muerte del líder de los cruzados y su sucesión por su débil hijo Amaury de Montfort rotar el viento a favor de la resistencia occitana. Los condes de Toulouse a Foix y Comminges y faydits reúnen un ejército que logra derrotar a una tropa de cruzados dirigidos por Eddy Berzy en Baziège en 1219. Durante esta pelea, Roucy es uno de los cruzados que logra huir del campo de batalla.
Roucy murió en Languedoc poco después, en 1221, mientras defendía el castillo de Montreal que le había confiado contra Raymond VII. Recibió una herida en la cabeza de una flecha de ballesta, y murió poco después. Pierre d'Auteuil, el senescal de Carcasona, relata en una investigación llevada a cabo en 1258 sobre la rendición de Montreal, aunque bien defendido con muchos defensores y alimentos fue pronto tomada por Amaury de Montfort, después de la lesión de Alain de Roucy.